# Thorictus marginicollis
Thorictus marginicollis là một loài bọ cánh cứng trong họ Dermestidae. Loài này được Schaum miêu tả khoa học năm 1859.